# Pittore di Siracusa 47099

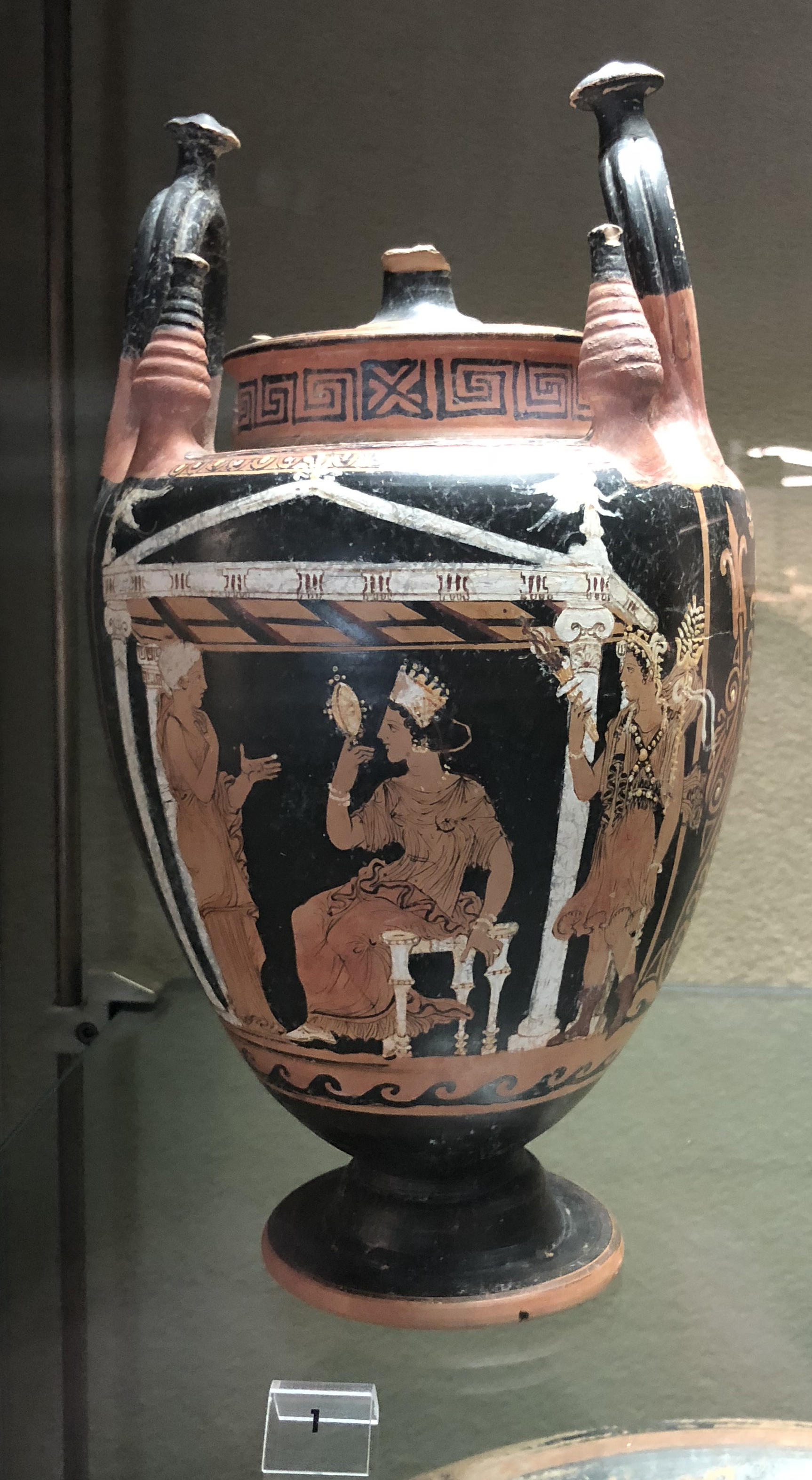
Lebes gamikos del Pittore di Siracusa 47099, Museo Paolo Orsi, Siracusa

Pittore di Siracusa 47099 (in precedenza Pittore di Hekate) (fl. IV secolo a.C.) è il nome convenzionale attribuito a un ceramografo attivo in Sicilia tra il 350-340 a.C..

## Attività
Era attivo probabilmente a Lentini, dato che alcune sue opere sono state rinvenute nella città o nel territorio circostante (fra cui il lébes gamikos del Museo archeologico di Siracusa da cui prende il nome). Quattro sue opere sono state trovate anche a Lipari (oggi esposte presso il Museo archeologico delle Eolie). Lo stile di questo ceramista è molto vicino a quello del Pittore di Lentini o della sua cerchia.